# Большое тихоокеанское мусорное пятно

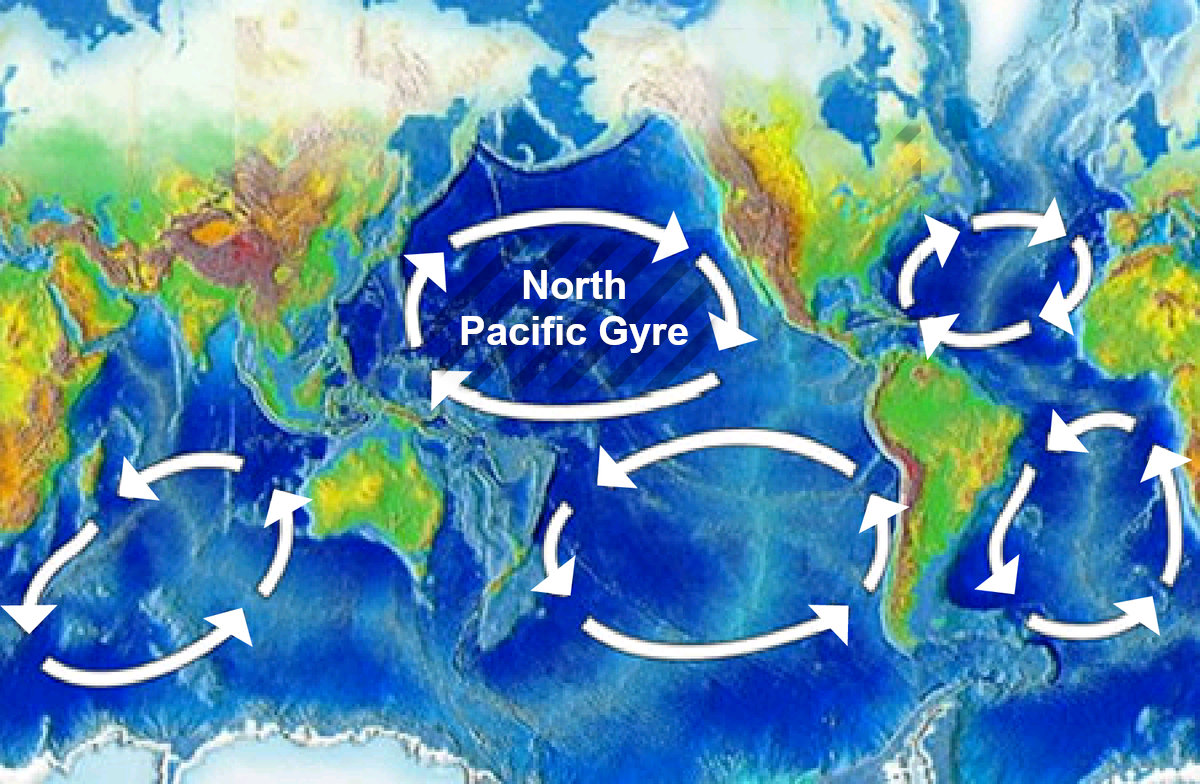
Мусорный континент находится в Северо-тихоокеанской системе течений, одной из пяти основных систем океанических течений

Большо́е тихоокеа́нское му́сорное пятно́ (англ. Great Pacific garbage patch, или Eastern Garbage Patch — Восточный мусорный континент, или Pacific Trash Vortex — Тихоокеанский «мусороворот») — скопление мусора антропогенного происхождения в северной части Тихого океана. Оно расположено между 135°—155° западной долготы и 35°—42° северной широты. На этом участке находится скопление пластика и других отходов, принесённых водами Северо-тихоокеанской системы течений.

## Открытие
Существование большого тихоокеанского мусорного пятна было предсказано в публикации 1988 года, изданной Национальным управлением по исследованию океанов и атмосферы США. Прогноз основывался на данных, полученных на Аляске в период между 1985 и 1988 годами. Измерение количества дрейфующего пластика в поверхностных водах северной части Тихого океана выявило, что в областях, подвластных определённым океаническим течениям, скапливается много мусора. Данные по Японскому морю позволили исследователям предположить, что подобные скопления могут быть обнаружены в других частях Тихого океана, где преобладающие течения способствуют образованию относительно спокойной водной поверхности. В частности, учёные указали на Северо-тихоокеанскую систему течений.
Факт существования мусорного пятна привлек внимание общественности и научных кругов после выхода в свет нескольких статей океанолога и спортсмена Чарльза Мура. Пройдя Северо-тихоокеанскую систему течений после участия в регате Transpac, Мур обнаружил огромное скопление мусора на поверхности океана.
Мур сообщил о своей находке океанографу Кертису Эббесмейеру (англ. Curtis Ebbesmeyer), который впоследствии назвал эту область Восточным мусорным континентом. Средства массовой информации часто ссылаются на неё как на исключительный пример загрязнения океана.

## Формирование
Как и другие зоны Мирового океана с высоким содержанием мусора, Большое тихоокеанское мусорное пятно было сформировано океаническими течениями, постепенно концентрирующими в одной области выброшенный в океан мусор.
Мусорное пятно занимает большой, относительно стабильный участок на севере Тихого океана, ограниченный Северо-тихоокеанской системой течений (область, которую часто называют «конскими широтами», или широтами штилевого пояса). Водоворот системы собирает мусор со всей северной части Тихого океана, в том числе из прибрежных вод Северной Америки и Японии. Отходы подхватываются поверхностными течениями и постепенно перемещаются к центру водоворота, который не выпускает мусор за свои пределы.
Точный размер области неизвестен. Приблизительные оценки площади варьируются от 700 тыс. до 1,5 млн км² и более, (от 0,41 % до 0,81 % общей площади Тихого океана). Вероятно, на этом участке находится более ста миллионов тонн мусора. По оценкам океанографов и экологов, примерно 70% пластика оседает на дно, на 1 км² грунта Тихого океана приходится примерно 70 кг пластика. Также высказываются предположения, что «мусорный континент» состоит из двух объединённых участков.

## Воздействие на живые организмы

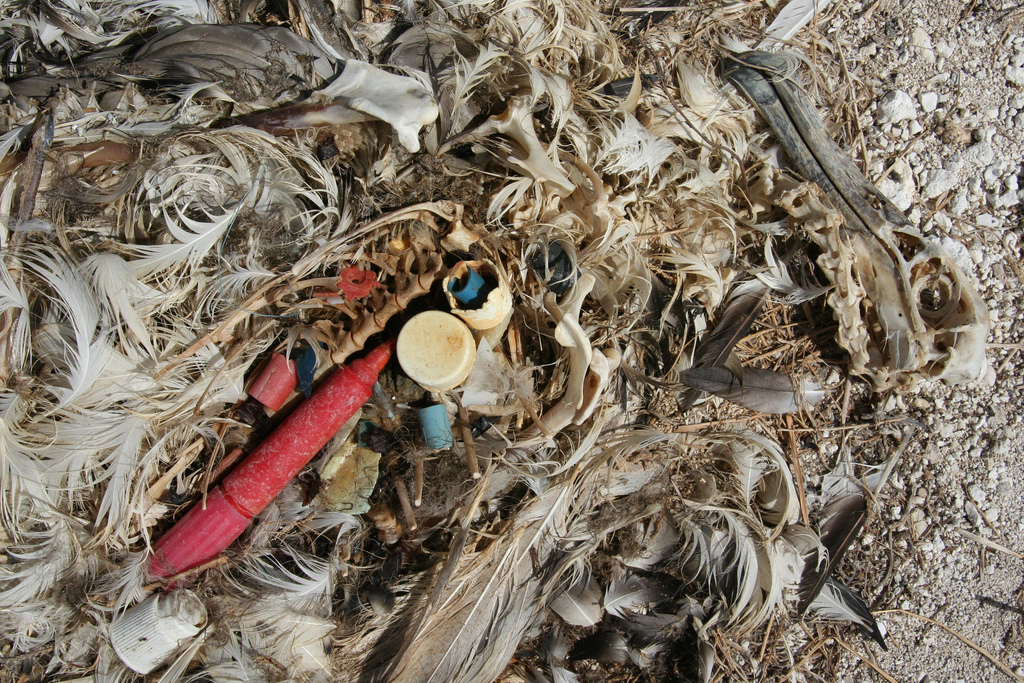
Останки птенца темноспинного (лайсанского) альбатроса, которому родители скармливали пластик; птенец не мог вывести его из организма, что привело к смерти от голода или от удушья